# Sheshan

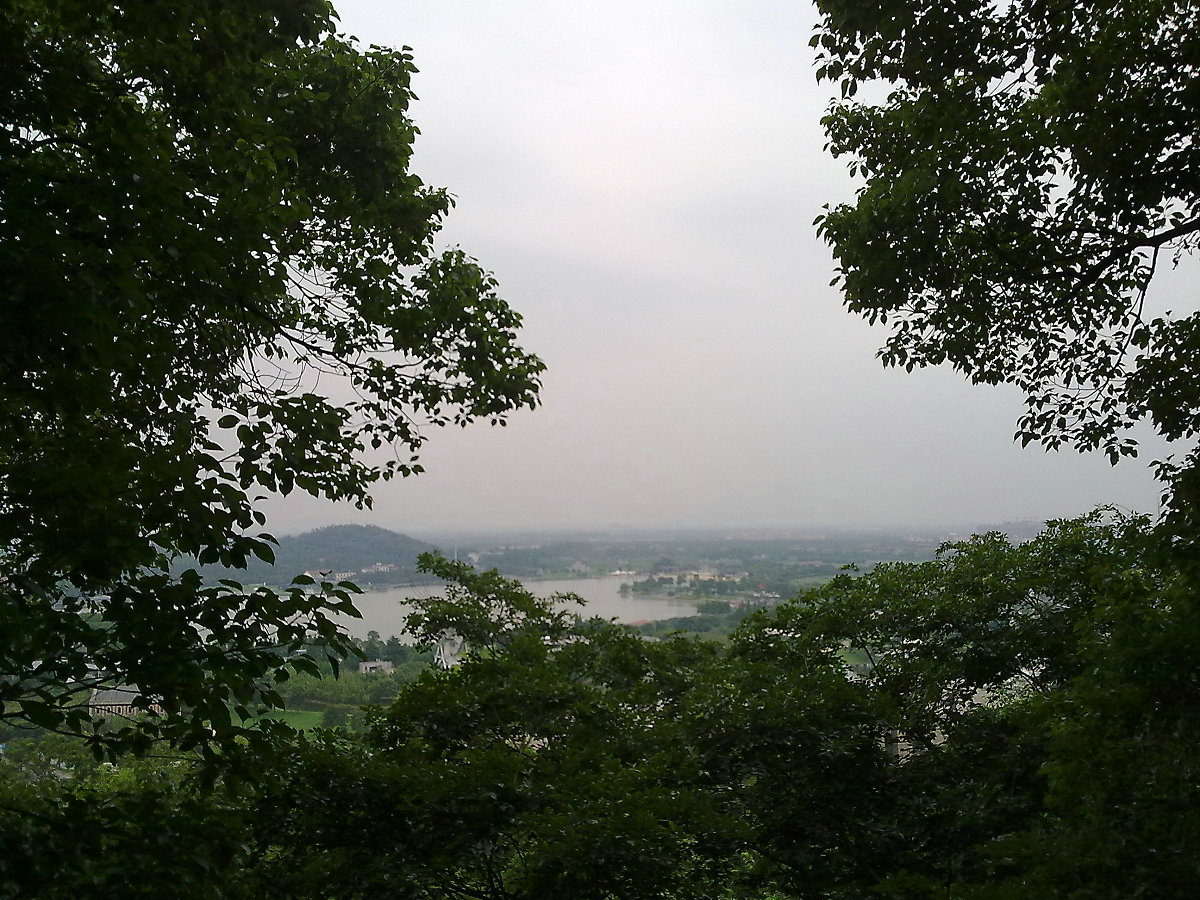
Blick vom Ostgipfel des Sheshan auf den Mondsee

Sheshan (chinesisch 佘山鎮 / 佘山镇, Pinyin Shéshān Zhèn) ist eine Großgemeinde im Norden des Stadtbezirks Songjiang der chinesischen Stadt Shanghai. Sheshan hat eine Fläche von 74,7 km² und gut 75.500 Einwohner (2014).
Der Name der Großgemeinde leitet sich von vom Sheshan ab (佘山, wörtl. „Der vom She-Clan besiedelte Hügel“),
einer kleinen Erhebung mit einem Ost- und einem Westgipfel, die eine Höhe von 72,4 m bzw. 97,2 m über dem Meeresspiegel haben.
Auf dem Westgipfel des Hügels befinden sich die römisch-katholische Sheshan-Basilika sowie das optische Teleskop und das Laserteleskop der heutigen Außenstelle Sheshan des Astronomischen Observatoriums Shanghai (佘山天文台, Pinyin Shéshān Tiānwéntái). Am Fuß des Ostgipfels, direkt am Ufer des Mondsees, befindet sich das Radioobservatorium mit einem 25 m Parabolspiegel und einer schnell schwenkbaren 13,2-m-Parabolantenne für das VLBI Global Observatory System.

## Geschichte
Schon während der Liangzhu-Kultur (3400–2000 v. Chr.) war die Gegend um Sheshan besiedelt; auf dem Gebiet der Großgemeinde wurden spätneolithische Funde gemacht, die denen der nahen Guangfulin-Stätte (heute ein Straßenviertel von Songjiang) entsprechen.
Schriftlich wird der Hügel Sheshan erstmals Anfang der 1190er Jahre erwähnt, wo Yang Qian (杨潜), seit 1190 Landrat von Huating (华亭, das heutige Songjiang), in der von ihm 1190–1194 während der Regierungsperiode Shaoxi (绍熙) verfassten „Beschreibung von Yunjian“ (云间志, Pinyin Yúnjiān Zhì, ein antiker Name von Songjiang)
davon spricht, dass dort der She-Clan ansässig ist. Als ab der Mitte des 16. Jahrhunderts japanische Banditenbanden die Gegend des heutigen Shanghai heimsuchten, stellte Sheshan – Wang Yangming hatte bereits 1506 das Song-zeitliche Baojia-Milizsystem reaktiviert – nach einer Verwaltungsreform im Jahr 1542 die 38. Heimatschutzgruppe der Gemeinde Jixian des Kreises Qingpu der Präfektur Songjiang (松江府青浦县集贤乡38保).
Nach einer weiteren Verwaltungsreform 1914, im 3. Jahr der Republik, blieb Sheshan beim Kreis Qingpu, während die heutige Einwohnergemeinschaft Tianma dem wiedererrichteten Kreis Songjiang zugeschlagen wurde. Im Dezember 1954 kam Sheshan dann ebenfalls zu Songjiang. Im September 1958 wurden Sheshan und Tianma jeweils in eine Volkskommune umgewandelt. Diese wurden im April 1984 wieder aufgelöst und zu Gemeinden (乡) mit jeweils eigener Regierung. Im Juni 1986 stieg Sheshan dann zur Großgemeinde (镇) auf, im April 1994 folgte Tianma. Im Januar 2001 wurden schließlich die beiden Großgemeinden mit Genehmigung der Stadtregierung von Shanghai vereinigt. Die neue Großgemeinde trägt den Namen Sheshan. Tianma ist eine von vier Einwohnergemeinschaften (社区) dieser Großgemeinde.

## Administrative Gliederung
Sheshan setzt sich aus vier Einwohnergemeinschaften und 12 Dörfern zusammen. Diese sind:
| Einwohnergemeinschaft Chenfang (陈坊社区); Einwohnergemeinschaft Jiangqiu (江秋社区); Einwohnergemeinschaft Tianma (天马社区), Regierungssitz der Großgemeinde; Einwohnergemeinschaft Yuehu (月湖社区); Dorf Beiganshan (北干山村); Dorf Chenfang (陈坊村); Dorf Chenshan (辰山村); Dorf Gaojia (高家村); | Dorf Hengshan (横山村); Dorf Jiangqiu (江秋村); Dorf Liujiashan (刘家山村); Dorf Luqibang (陆其浜村); Dorf Weijiadai (卫家埭村); Dorf Xinzhai (新宅村); Dorf Xinzhen (新镇村); Dorf Zhang-Piao (张朴村). |

## Verkehrsanbindung
Sheshan kann mit der Linie 9 der Shanghai Metro bequem von der Innenstadt aus erreicht werden, zum Beispiel von den Haltestellen Xujiahui oder Yishan Lu, die beide unweit der Hauptverwaltung des Astronomischen Observatoriums Shanghai in der Nandan-Straße 80 liegen.
Außerdem wird die Großgemeinde in Nord-Süd-Richtung vom Abschnitt G1503 der Autobahn Shenyang-Haikou durchzogen,
in Ost-West-Richtung besteht Anschluss an die Autobahn Shanghai–Chongqing (G 50).